# チャボ (鶏)

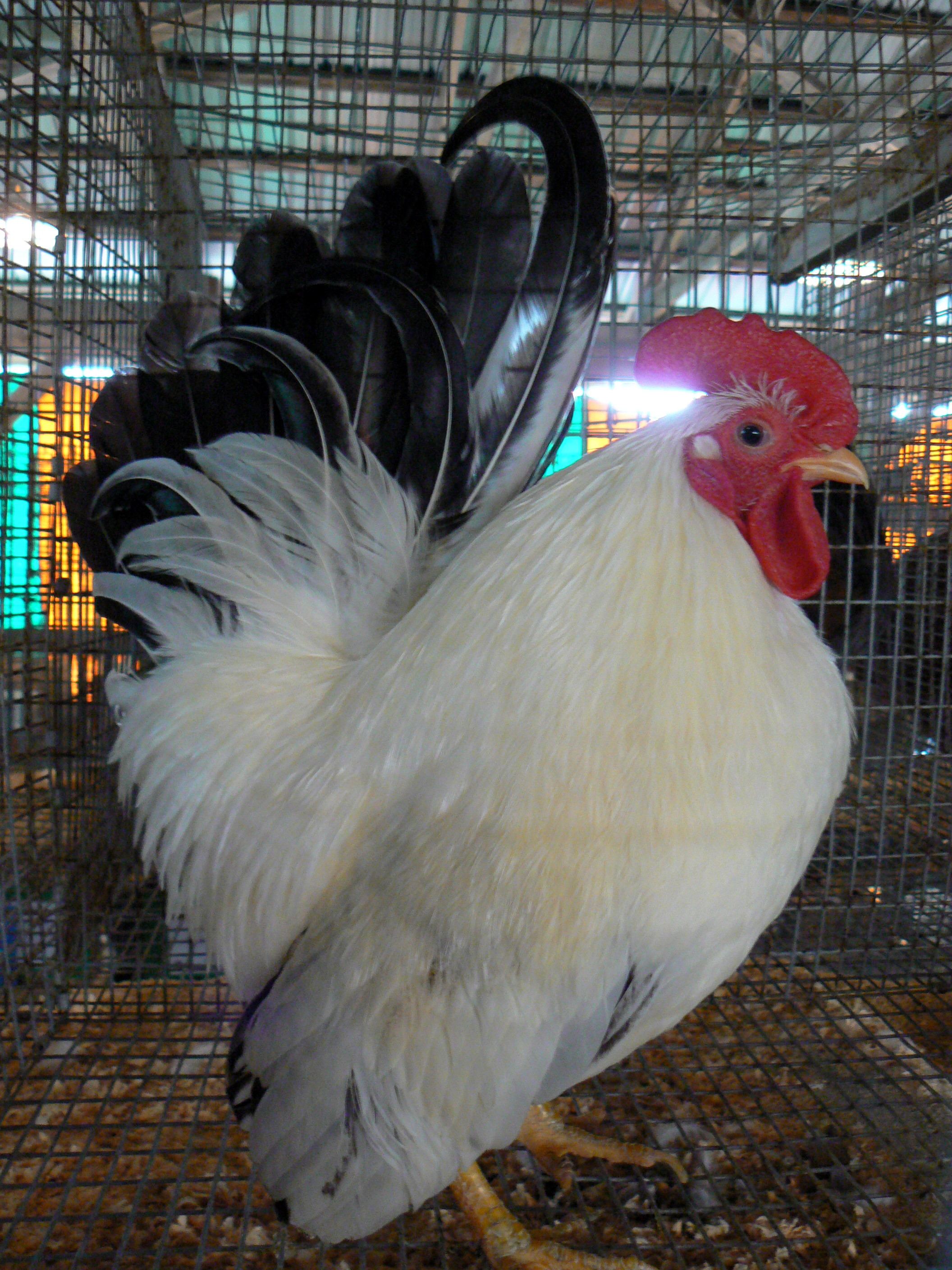
オスのチャボ

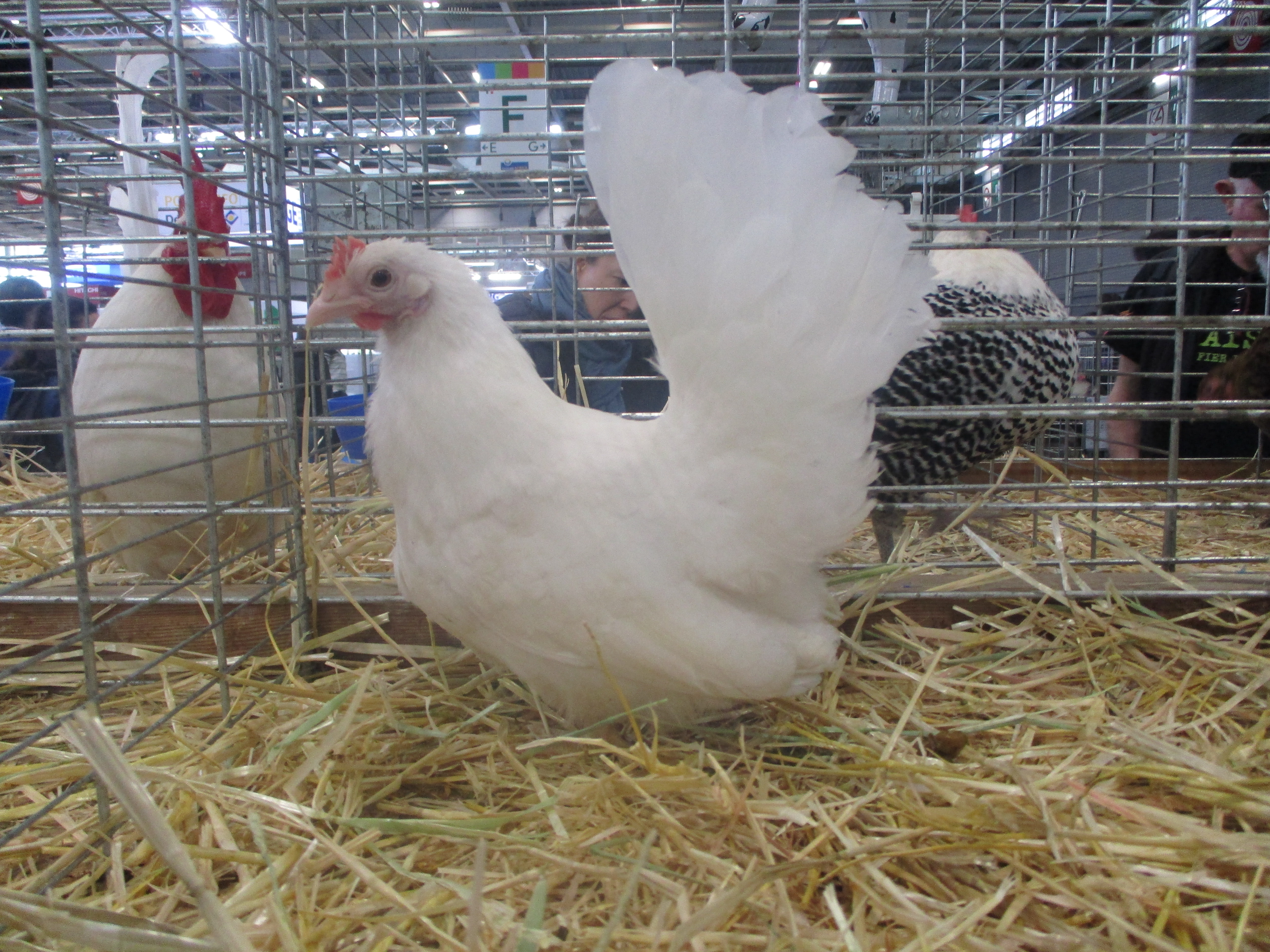
チャボのメス

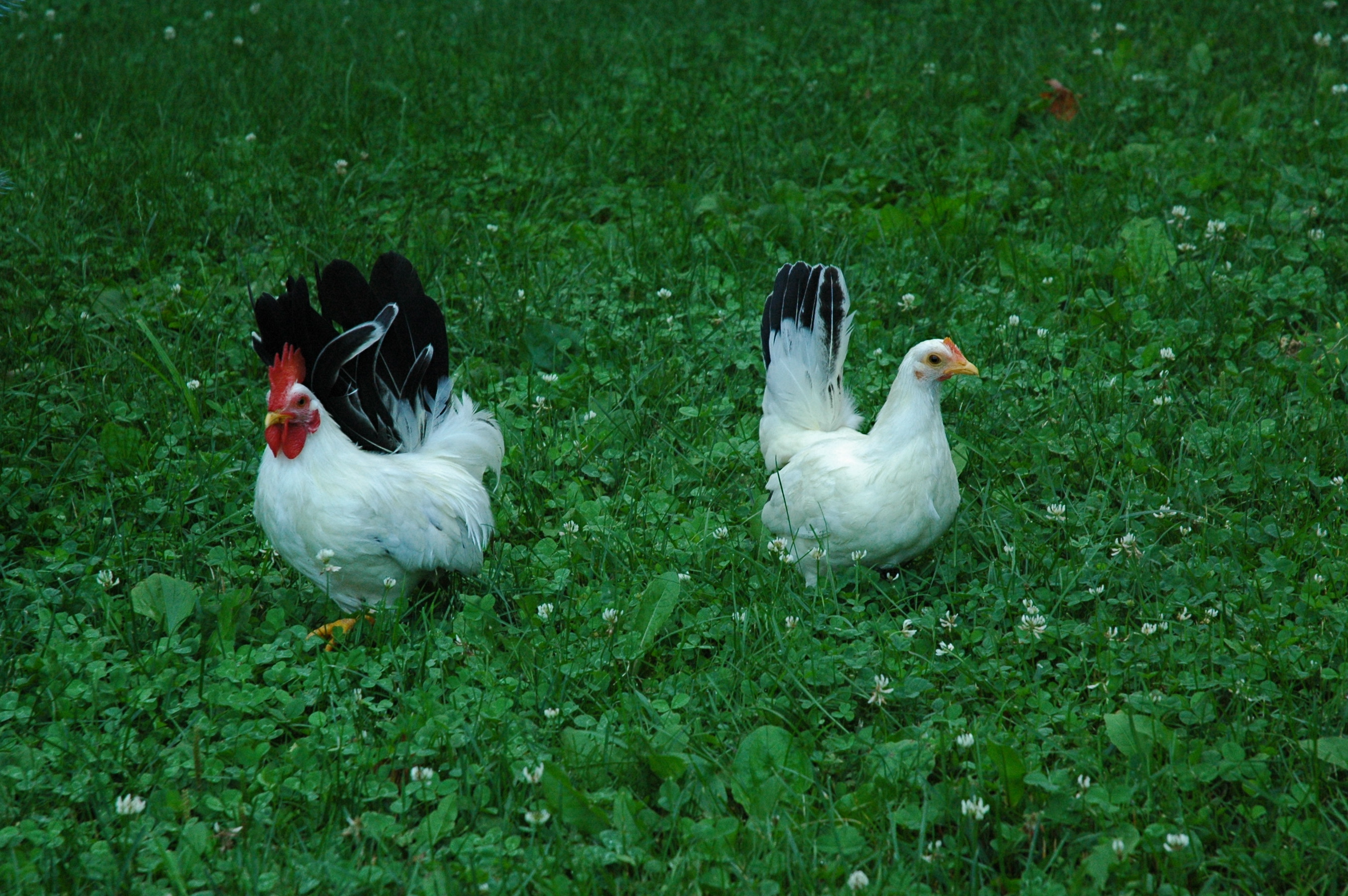
チャボのつがい（左がオス、右がメス）

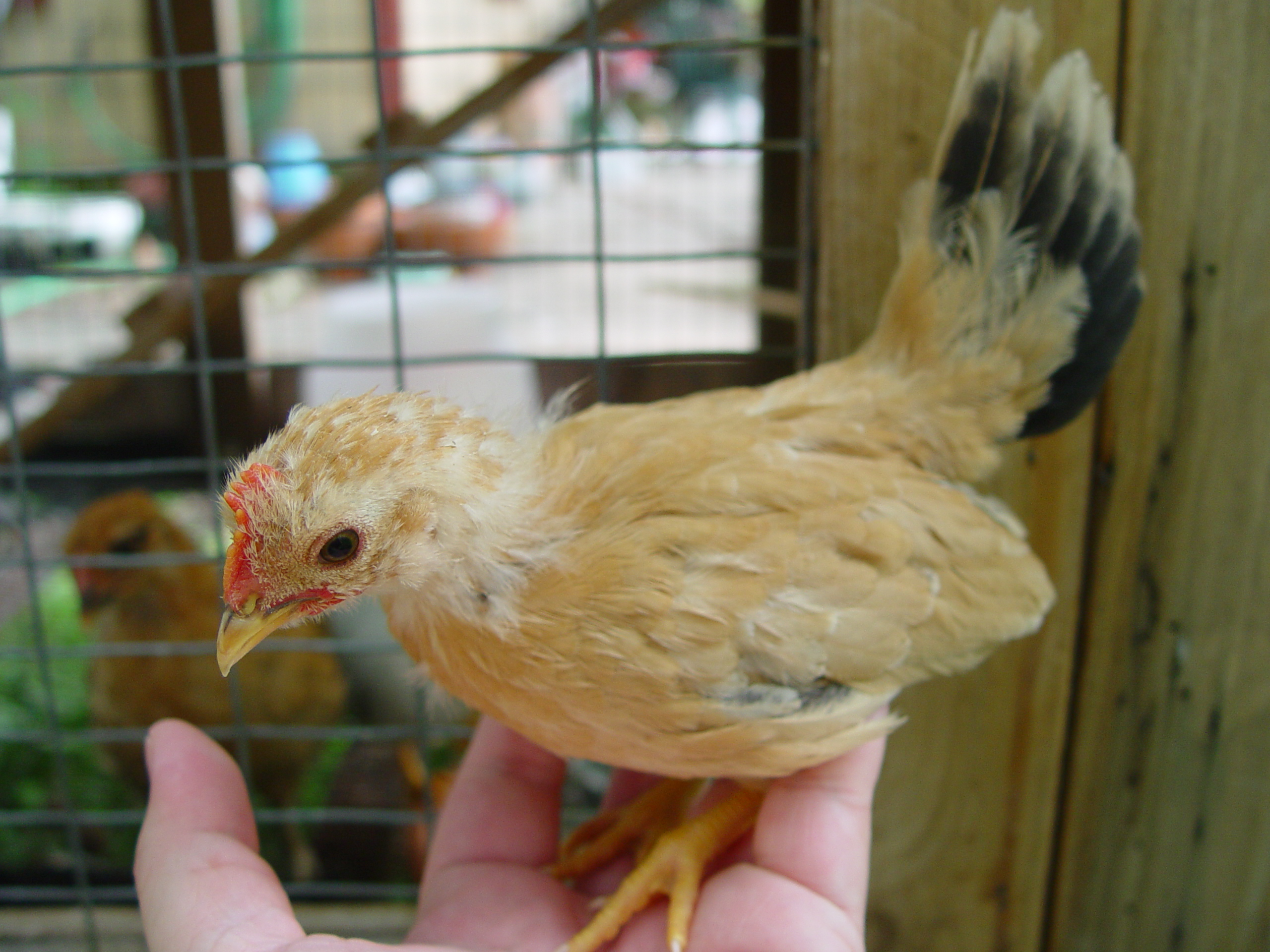
チャボの雛

チャボ（矮鶏）とは、ニワトリの品種名である。日本の天然記念物に指定されている。多くの品種を持ち、観賞用として古くから愛好されてきた。

## 特徴
東南アジアと貿易を行った朱印船や南蛮貿易、あるいはそれ以前において、17世紀まで存続したチャンパ王国の鶏品種を日本で改良・作出したと考えられている。
「矮鶏」という漢字表記からも分かるとおり、他の品種に比べて小型であり、オスで730g、メスで610g程度が標準的な体重である。また足が非常に短く、尾羽が直立していることが外見上の特徴である。
日本国外でも、ジャパニーズ・バンタムと呼ばれて愛好されている。こちらの由来は、現代インドネシアのバンテン州にあったバンテン王国やその異称バンタムからである。なお、チャボに限らずバンタムと呼ばれる品種のうち、真のバンタム (true bantam) と呼ばれるものには小柄な個体が多く、格闘技の体重別階級において軽めの選手が振り分けられるバンタム級の由来にもなった。

## 品種（内種）
非常に多くの品種が知られているが、鳴き声などの問題で鶏自体の飼育が敬遠される中、絶種が懸念される品種も少なくない。

### 羽色の変異
色彩は主にオスについてのものであり、品種によってはメスには当てはまらないものもある。
- 赤笹（あかざさ） - 頭から頸部、蓑羽は赤褐色で、胸部と翼、尾羽は緑色の光沢を持った黒である。原種のセキショクヤケイの体色である。
- 黄笹（きざさ） - 赤笹の赤褐色が薄くなったもの。
- 白笹（しろざさ） - 赤笹の赤褐色の部分が白に置き換わった色彩である。
- 銀笹（ぎんざさ） - 白笹の白い部分が白覆輪を持つ黒い羽毛に置き換わった色彩。
- 金笹（きんざさ） - 銀笹の覆輪の色が黄褐色に置き換わった色彩。
- 白（しろ）
- 黒（くろ）
- 真黒（しんくろ） - 羽毛だけでなく、鶏冠も黒い品種。
- 浅葱（あさぎ） - 濃いグレー。
- 猩々（しょうじょう） - 体色は赤橙色で尾羽が黒。
- カピタン猩々（カピタンしょうじょう） - 猩々の色が濃くなった品種。
- 淡毛猩々
- 桂（かつら） - 体色は白で尾羽が黒。
- 源平（げんぺい） - 頭頂部と雨覆、胸部が赤褐色で他が白。
- 鞍掛源平（くらかけげんぺい） - 雨覆のみが赤褐色で他は白。
- 碁石（ごいし） - 羽毛の色が先端が白い黒であるため、白黒のまだらに見える。
- 三色碁石（みいろごいし） - 羽毛は茶褐色で、先端が黒をはさんで白くなっている。
- 桜碁石（さくらごいし） - 碁石の地色が褐色になっている。
- 流れ碁石（ながれごいし）
- 銀鈴波（ぎんすずなみ） - 羽毛が白と黒の横斑になっている。
- 金鈴波（きんすずなみ） - 羽毛が明るい黄褐色と白の横斑になっている。

### 羽毛の変異
- 逆毛（さかげ） - 全身の羽毛が逆立っている。菊（きく）、牡丹（ぼたん）などに分ける場合もある。
- 糸毛（いとげ） - 全身の羽毛が烏骨鶏のような糸状の羽毛になっている。

### とさかの変異
- 大冠（たいかん） - 鶏冠と肉髯が大きくなっている。
- 達磨（だるま） - 鶏冠と肉髯が大きく、尾羽が短い（チョキ尾）。
- 翁（おきな） - 肉髯が羽髯（羽毛に覆われた肉垂）になっている。

## 観賞用以外の利用
天然記念物ではあるが飼育や食肉消費は合法であるため、農村では他の品種の鶏と同様に貴重なたんぱく源として利用されてきた。また、卵（鶏卵）は小さい分味が濃いとして珍重された。ほか、雛を孵す能力に優れていたため、抱卵・育雛をしないアヒルやキジ科の鳥などの仮母としても重宝された。

## チャボの名の付く品種
天然記念物の登録名として、矮鶏という名称が使われている鶏がある。いずれも小型で足が短いのでチャボのような印象を与えるものの、チャボの一品種というわけではないため、愛好家間では違う名で呼ばれている。いずれも高知県の原産である。
- 鶉矮鶏（うずらちゃぼ） - 一般的には鶉尾（うずらお）と呼ばれる。尾羽がなく、ウズラのような体形をしている。垂直に飛び上がる習性がある。高知県原産で、1937年（昭和12年）に天然記念物に指定された[1]。
- 蓑曳矮鶏（みのひきちゃぼ） - 尾羽と蓑羽が生え変わらずに1 - 2メートルほどと長くなるため、オナガドリを小型にしたような姿になる。日本鶏には他に蓑曳鶏（みのひき）という品種があるため、一般的には尾曳（おひき）と呼ばれる。